# 養老乃瀧
養老乃瀧株式会社（ようろうのたき）は、居酒屋を運営する日本の外食事業者の業界大手のひとつ。東京本社は東京都豊島区西池袋1-10-15。

## 概要
1938年に、創始者の木下藤吉郎（矢満田富勝）が長野県松本市で創業した。1951年に株式会社富士養老の滝として設立し、1956年12月に神奈川県横浜市で養老乃滝第1号店を開店し、同時に本社も横浜へ移転した。現在の養老乃滝株式会社は、1961年6月に養老商事株式会社として設立された法人で、社名は岐阜県養老郡養老町の「養老の滝」による。滝にちなむ親孝行の言い伝えから。
店舗は直営店舗のほかに、1966年4月から始めたグループ内でファミリーチェーンと称するフランチャイズ店舗が多い。プライベートブランドの「養老ビール」は、サッポロビールのOEMで『サッポロ生ビール 黒ラベル』と同一品である。生ビールもサッポロビール製のものが提供されている。
2020年9月現在、富山県、福井県、岐阜県、奈良県、和歌山県、兵庫県、鳥取県、徳島県、香川県、九州地方（沖縄県を除く）は店舗がない。未出店地域のうち香川県はかつて店舗が存在したが、県下一円で展開していたフランチャイジーの大丸食品（百貨店の大丸などとは無関係）が2003年2月に倒産して全店舗を閉鎖した。その後、このフランチャイジーが経営していた店舗のうち屋島店のみ、2004年8月に直営店として営業再開したが、2006年に閉店した。富山県、福井県、奈良県、鳥取県、福岡県、熊本県、宮崎県、鹿児島県もかつて店舗があったが消滅している。大分県の高城店は九州地方唯一の店舗であったが、2019年頃に閉店し、九州から撤退した。
かつてはつぼ八、村さ来と並んで居酒屋業界「御三家」と呼ばれたが、次世代の「御三家」はモンテローザ、ワタミ、コロワイドとなった。

### 牛丼
1977年からは居酒屋の業務の難しい昼間の時間帯を中心に、牛丼を提供して「養老牛丼」として親しまれ、80年代初頭は吉野家に並ぶ牛丼店であった。当時、価格が吉野家の300円に対し200円と安かったが、夜は居酒屋となること、また居酒屋の仕込みの時間を取るために夕方前早くに閉まるためなかなか食べに行けないといった声があった。店によっては注文を受けてから具材を煮込んで作るなど、他のファーストフードチェーンとは若干趣が異なっていた。その後2000年代の牛丼業界の価格競争開始に伴い、本業の居酒屋を中心に営業する方針となり、牛丼を廃止。
その後、2016年11月15日から17日にかけてチェーン化60周年記念キャンペーンとして1日100食限定で牛丼を販売。価格は牛丼営業開始当時の価格設定である200円であり、各日正午からの販売であった。初日は5分で完売、2日目は朝から並んでも買えないほどの盛況だったという。2017年11月に牛丼がメニューに正式復活した。

## 展開する店舗

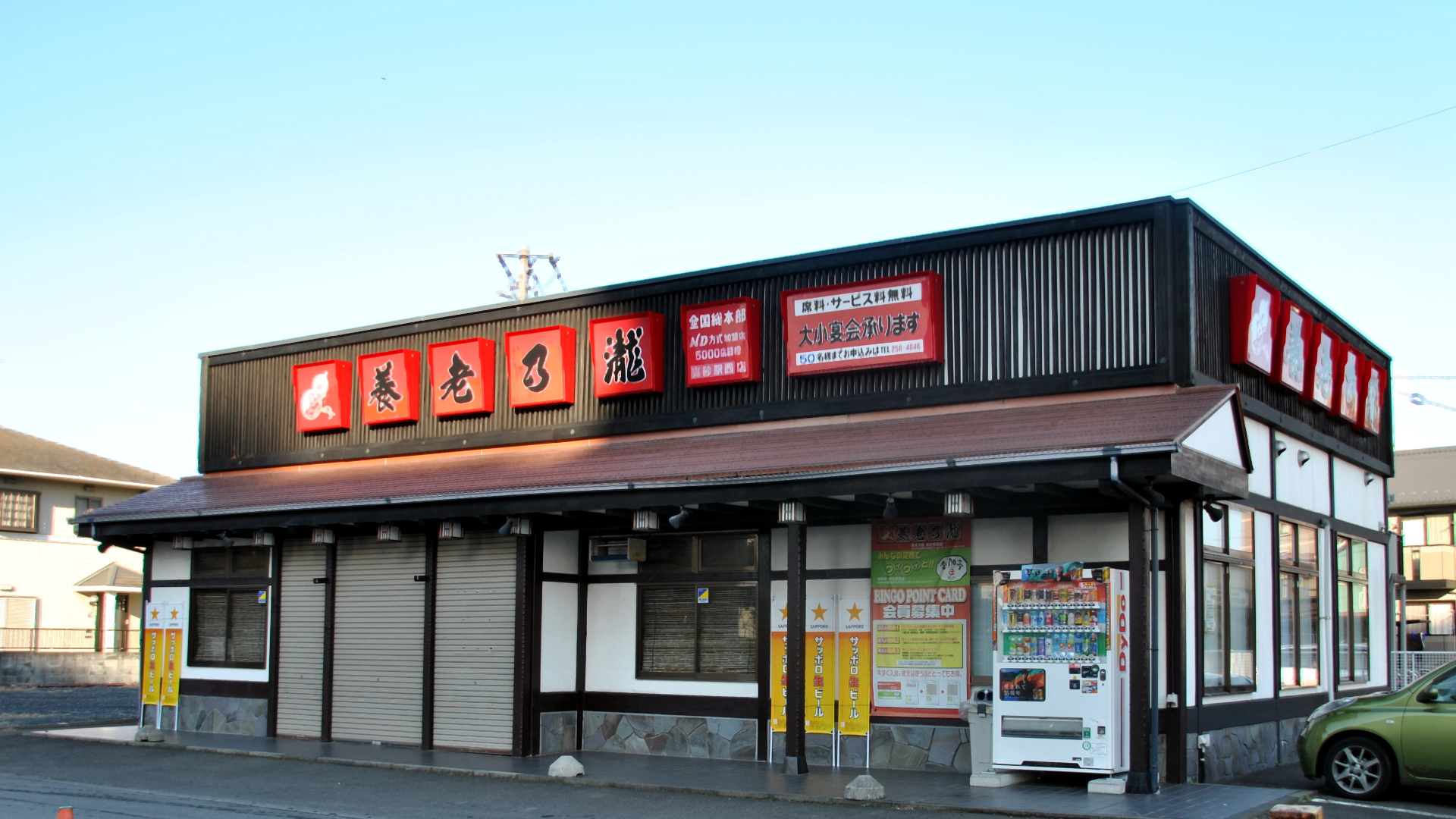
養老乃瀧高砂駅西店（宮城県仙台市）

- 養老乃瀧
- 海鮮居酒屋「だんまや水産」（2002年～）
- 一軒め酒場（2008年～）
- 韓激（2021年～）

## 関連会社
- 株式会社エル・アイ・システムズ - グループの情報ネットワークシステムの開発・運営・メンテナンス
- 株式会社バレーナ